# Tröjnummer

Fotbollsspelare med tröjnummer.

Tröjnummer är det identifikationsnummer som en idrottsutövare i en lagsport har på sin tröja eller motsvarande. Syftet är att domare, funktionärer och åskådare lättare skall kunna identifiera och särskilja spelare åt. Inom vissa sporter såsom ishockey och fotboll har man numera kompletterat tröjnumren med spelarens namn. 
I vissa idrotter och i vissa förbund kan ett visst nummer "pensioneras" för att hedra en idrottsutövare. Ett exempel är ishockeylegendaren Wayne Gretzkys nummer 99, som är pensionerat i samtliga NHL-lag.

## Tröjnummer i fotboll
Den tidigaste kända matchen med tröjnummer spelades i American Soccer League när Scullin Steel från St. Louis spelade finalmatchen säsongen 1922/1923. Numrerade tröjor kom inte till Storbritannien förrän 1928 då Arsenal och Chelsea spelade de två första ligamatcherna med tröjnummer. Experimentet upprepades till FA-cupfinalen 1933, men istället för att varje lag numrerades från 1 till 11, bar Evertons spelare numren 1-11 och Manchester Citys numren 12-22. Evertons målvakt fick äran att bära nummer 1, medan motståndarna Manchester Citys målvakt fick nummer 22. Numrerade tröjor blev dock inte obligatoriskt i brittisk fotboll förrän 1939.
I internationellt spel dök numrerade tröjor upp först 1937 då England mötte Skottland (utan nummer) på Hampden Park. Nästföljande år spelades VM 1938 då flera lag använde numrerade tröjor, det var dock först i VM 1954 som tröjnummer blev obligatoriskt. Det var vid EM 1992 i Sverige som tröjnumren även kompletterades med spelarnas namn på tröjorna.
Inom fotbollen var det tidigare obligatoriskt att numrera de elva spelarna i startuppställningen mellan 1 och 11, numret var därmed knutet till en viss position, det vill säga att centerforwarden hade alltid tröja nummer 9 oavsett vilken spelare som spelade i den positionen för dagen. Detta system användes av Football Association i England fram till 1993 då de introducerade ett nytt system, ett system där samtliga spelare i ett lags trupp tilldelas ett nummer och spelaren använder det tilldelade numret under hela säsongen oavsett på vilken position han eller hon spelar på. Inom några år hade det nya systemet annamats av de flesta fotbollsförbund.
I det gamla systemet med nummer från 1 till 11 så användes tröjnumren i följande positioner, en tradition som många lag följer än idag:.
- Nummer 1 - används normalt av målvakter
- Nummer 2 - används oftast av en högerback eller försvarsspelare
- Nummer 3 - används oftast av en vänsterback eller försvarsspelare
- Nummer 4 - används oftast av en defensiv mittfältare eller en mittback
- Nummer 5 - används oftast av en mittback
- Nummer 6 - används oftast av en defensiv mittfältare eller en mittback
- Nummer 7 - används oftast av en högermittfältare
- Nummer 8 - används oftast av en central mittfältare
- Nummer 9 - används oftast av en anfallsspelare
- Nummer 10 - är oftast numret på en offensiv mittfältare
- Nummer 11 - används oftast av en vänstermittfältare eller en anfallsspelare
- Nummer 12, 22 och 23 - bärs traditionellt av reservmålvakter

I svenska landslaget ger oftast nummer 2-3-4-5 till backlinjens spelare från höger utan att ta någon hänsyn till numrens historiska bakgrund eller spelarnas klubblagsnummer.

## Tröjnummer i ishockey
I ishockey tillämpas systemet där samtliga spelare i ett lags spelartrupp tilldelas ett nummer och spelaren använder alltid det numret under en hel säsongen eller turnering oavsett på vilken position han eller hon spelar.
- Nummer 1, 30 och 35 - används oftast av en målvakt.

## Kända spelare som fått sina tröjnummer hedrade

### Ishockey
När ishockeylegendaren Wayne Gretzky avslutade sin spelarkarriär år 2000 beslöt NHLs ligastyrelse att hedra honom genom att pensionera hans tröjnummer 99 i samtliga NHL-lag. Det innebär att ingen spelare kommer att använda nummer 99 i NHL i framtiden.

### Fotboll
Följande spelare har fått sina respektive tröjnummer hedrade genom pensionering:
- Pelé (10)[5][2]
- Maradona (10)[5][2]
- Johan Cruyff (14)[5][2]
- Franco Baresi (6)[5]
- Paolo Maldini (3)[5][2]
- Raúl González Blanco (7)[5]
- José María "Guti" Gutierrez (14)

### Basket
Följande spelare har fått sina respektive tröjnummer hedrade genom pensionering:
- Michael Jordan (23)[2]
- Scottie Pippen (33)[2]
- Magic Johnson (32)[2]
- Kareem Abdul-Jabbar (33)[2]
- Shaquille O'Neal (33)[2]